# James Adam (arkitekt)
James Adam, född 21 juli 1732, död 20 oktober 1794, var en skotsk arkitekt och möbeldesigner som tillsammans med sin bror Robert skapade Adamstilen.
Bland brödernas verk finns bland annat Kenwood House, Syon House och Edinburghs universitet. Han stod för det mesta i skuggan av sin bror och blev mer berömd först efter dennes död 1792 då han bland annat stod bakom flera kända byggnader i Glasgow samt Portland Place i London.